# Kura Kura
"Kura Kura" ("tontura")  é uma canção gravada pelo girl group sul-coreano TWICE. É o oitavo single japonês do grupo, apresentando "Strawberry Moon" como B-side. Foi pré-lançado para download e streaming digital em 20 de abril de 2021 pela Warner Music Japan. O single será lançado fisicamente em 12 de maio de 2021 no Japão. 

## Histórico e lançamento
Twice anunciou a música e seu B-side "Strawberry Moon" no final de seu show online "TWICE in Wonderland", que foi realizado em 6 de março de 2021.. Seu videoclipe foi lançado em 20 de abril de 2021 no YouTube. 

## Lista de músicas

#### Digital download EP[2]
| N.º            | Título         | Letras                 | Música         | Duração |  |
| 1.             | "Kura Kura"    | J.Y. Park Yu-Ki Kokubo | UTA            | 3:48    |  |
| Duração total: | Duração total: | Duração total:         | Duração total: | 3:48    |  |

## Créditos e pessoal
Créditos adaptados de Tidal..
- TWICE– vocais principais
- UTA – compositor
- J.Y. Park – letrista
- Yu-Ki Kokubo – letrista
- Sayulee – vocais de apoio
- Chris Gehringer – coordenador de masterização
- Tony Maserati – mixer
- Eom Sehee – coordenador de gravação

## Histórico de lançamento
| País   | Data                | Formato(s)                 | Edição          | Gravadora          | Ref. |
| ------ | ------------------- | -------------------------- | --------------- | ------------------ | ---- |
| Vários | 21 de abril de 2021 | Digital download streaming | Regular Edition | Warner Music Japan | .    |